# SmartBill
SmartBill este un program de facturare și gestiune online, lansat în 2007 de antreprenorii Radu Hasan, Ioana Hasan și Mircea Căpățînă. Găzduit în cloud, SmartBill este utilizat de peste 150.000 de firme din România, care emit lunar peste 6.500.000 de facturi. Această performanță reflectă nu doar accelerarea digitalizării mediului de business din România, ci și încrederea crescută a antreprenorilor în soluțiile SaaS pentru eficientizarea și automatizarea proceselor lor.
SmartBill este unul dintre principalii parteneri de dialog în implementarea e-Factura, sistemul național de facturare electronică, care a devenit obligatoriu în 2024. Integrat perfect cu standardele comunicate de autoritățile fiscale din România, SmartBill le oferă utilizatorilor posibilitatea de a transmite facturile direct către Administrația Fiscală, asigurând o conformitate completă și simplificând procesele administrative pentru afaceri.
SmartBill nu este doar un dezvoltator de programe de facturare și gestiune, ci și un susținător activ al antreprenorilor din România. Prin numeroase proiecte de educație antreprenorială și financiar-contabilă, SmartBill ajută afacerile să crească și să se dezvolte. Pe lângă aceste inițiative, blogul SmartBill oferă informații actualizate despre business și oportunitatea ca cititorii să adreseze întrebări direct experților din domeniu, primind răspunsuri relevante și specializate.
În 2016, SmartBill a primit o investiție de 1 milion de euro din partea fondurilor de investiții Catalyst România și Gecad Ventures. Această finanțare a fost realizată printr-o majorare de capital, iar cele două fonduri au preluat peste 30% din acțiunile companiei, contribuind astfel la accelerarea dezvoltării SmartBill și consolidarea poziției sale pe piața soluțiilor de facturare și gestiune.
În 2019, grupul norvegian Visma⁠(en)[traduceți] a preluat jumătate din companie, dar fondatorii păstrează controlul.
În 2021, SmartBill a avut un parteneriat cu VISA în cadrul căruia au lansat o soluție dedicată IMM-urilor, care permite clienților să facă plățile direct pe factura digitală.
Sediul oficial al companiei se află în Sibiu, dar compania are birouri și în București.